# Corinne Bailey Rae (album)
Corinne Bailey Rae is het debuutalbum van de Britse zangeres Corinne Bailey Rae.

## Tracklisting
1. Like a Star
2. Enchantment
3. Put Your Records On
4. Till It Happens To You
5. Trouble sleeping
6. Call Me When You Get This
7. Choux Pastry Heart
8. Breathless
9. I'd Like To
10. Butterfly
11. Seasons Change

### Speciale Uitgave
Op 12 februari 2007 zal een speciale uitgave van het album uitkomen met een bonusdisc. Deze extra CD bevat alle b-sides van de singles die van het album zijn uitgegeven en een cover van Björks Venus as a Boy.

## Singles
Op single uitgebracht:
1. Like a Star
2. Put Your Records On
3. Trouble sleeping
4. Like a Star re-release
5. I'd Like To